# Apocalyptic
"Apocalyptic" é uma canção da banda de hard rock americana Halestorm, Foi lançada no dia de 16 de janeiro de 2015, como o primeiro single de seu álbum de estúdio intitulado Into The Wild Life. As músicas desse álbum são bem diferentes das de seu antecessor, The Strange Case Of..., a vocalista Lzzy Hale disse que Apocalyptic é um intermédio entre o velho material da banda e a nova direção que o Into The Wild Life, tomou.

## Faixas
Todas as músicas compostas por Lzzy Hale, Joe Hottinger, Dave Bassett, Scott Stevens.
| CD Single: Exclusivamente em Best Buy |                |         |  |
| N.º                                   | Título         | Duração |  |
| 1.                                    | "Apocalyptic"  | 3:17    |  |
| 2.                                    | "Amen"         | 2:58    |  |
| Duração total:                        | Duração total: | 6:15    |  |

## Desempenho nas paradas musicais
A música foi bem recebida pelas rádios e alcançou o topo das paradas dos EUA.
| Parada (2015)                      | Maior posição |
| ---------------------------------- | ------------- |
| US Billboard Mainstream Rock Songs | 1             |
| US Billboard Hot Rock Songs        | 34            |
| US Billboard Rock Airplay          | 18            |
| US Mediabase Active Rock Airplay   | 1             |